# Chip 'N Dale Rescue Rangers 2
Chip 'N Dale Rescue Rangers 2 (Japans: チップとデールの大作戦2) is een videospel voor het platform Nintendo Entertainment System. Het spel werd uitgebracht in 1994 en is het vervolg op Chip 'N Dale: Rescue Rangers. Chip 'N Dale Rescue Rangers 2 is een zijwaarts scrollend spel en het perspectief wordt in de derde persoon weergegeven. Net als bij de vorige versie moeten de Rescue Rangers het opnemen tegen Fatcat. Deze is uit de gevangenis ontsnapt en staat op het punt de Pharaoh's urn open te maken. De speler moet dit met Chip en Dale blokkeren met hulp van Monterey Jack, Gadget en Zipper. Het spel kan met een of twee personen gespeeld worden.

## Ontvangst
| Beoordeeld door                 | Jaar | Score |
| ------------------------------- | ---- | ----- |
| Jeuxvideo.com                   | 2011 | 85%   |
| Game Players                    | 1994 | 84%   |
| Quebec Gamers                   | 2005 | 78%   |
| Electronic Gaming Monthly (EGM) | 1994 | 72%   |